# Jayro Luiz Lessa
Jayro Luiz Lessa (Governador Valadares, 25 de setembro de 1946), é um político brasileiro e empresario do estado de Minas Gerais. Ele é ex deputado estadual em Minas Gerais, pelo partido Democratas. Em 2010 terminou o mandato e não candidatou em nenhum cargo político, novamente!

É também proprietário de um grupo empresarial denominado Grupo VDL, que é formado por empresas de diversos setores (revendedora de veículos, indústria têxtil, siderúrgica e fundição, entre outras), que geram emprego e renda nas cidades de Governador Valadares, Sete Lagoas, Itabirito, Belo Horizonte, Teófilo Otoni, Uberlândia, Timóteo, Pará de Minas, Pedro Leopoldo e São João del-Rei. As principais regiões de atuação política são Rio Doce, Jequitinhonha/Mucuri e Central. Os municípios de maior votação foram Itabirito, Governador Valadares, Mariana, Nanuque, Belo Horizonte, Ervália, Engenheiro Caldas, Aimorés, Sete Lagoas, Virginópolis, Central de Minas, Marilac, Berilo, Divino das Laranjeiras e Santa Maria do Salto.  É também proprietário de bares e restaurantes no bairro de Lourdes, em Belo Horizonte, os quais tiveram abertura de investigação em janeiro de 2017, por sonegação fiscal entre R$ 8 milhões e R$ 10 milhões.
Em declaração, segundo o jornal Estado de Minas, sobre a perda do mandato de deputado estadual em Minas Gerais, nas eleiçoes de 2014, o ex parlamentar declarou "A Assembleia não vale nada, ninguém vive com salário de lá não.” 